# Matteo Maria Zuppi
Matteo Maria Zuppi, né le 11 octobre 1955, est un cardinal italien, archevêque de Bologne depuis le 27 octobre 2015, et président de la Conférence épiscopale italienne depuis le 24 mai 2022.

## Biographie

### Entourage familial
Matteo Zuppi, né le 11 octobre 1955 à Rome, est le cinquième des six enfants du photographe et journaliste Enrico Zuppi (1909-1992), directeur de l'hebdomadaire du Vatican L'Osservatore della Domenica, et de Carla Fumagalli, nièce du cardinal Carlo Confalonieri, mariés en 1946.

### Formation et premiers ministères
Il s'est formé au séminaire de Palestrina, où il a obtenu un baccalauréat en théologie. À l'université de Rome, il obtient un diplôme de littérature et de philosophie, et soutient une thèse d'histoire du christianisme.
Ordonné prêtre en 1981, à la cathédrale Saint Agapit, martyr, de Palestrina, il devient en 1983 recteur de l'église de Santa Croce alla Lungara, dans le Trastevere.
Incardiné dans le diocèse de Rome en 1988, il en devient membre du conseil presbytéral en 1995 (où il restera jusqu'en 2012). Nommé vice-curé de la basilique Sainte-Marie-du-Trastevere, il en devient curé en 2000. Il exerce ensuite les fonctions préfet de la 3e préfecture de Rome (de 2000 à 2012), assistant ecclésiastique général de la communauté de Sant'Egidio (de 2010 à 2012), curé de la paroisse des Saints Simon et Jude-Thaddée à Torre Angela et préfet de la XVIIe préfecture de Rome (de 2011 à 2012). En 2006, il reçoit le titre de chapelain de Sa Sainteté.
Depuis l'an 2000, il exerce la fonction d'assistant ecclésiastique général de la communauté de Sant'Egidio, basée sur la paroisse dont il est le curé.

#### Négociations au Mozambique et en Turquie
En 1990, avec Andrea Riccardi, Jaime Pedro Gonçalves et Mario Raffaelli, il joue le rôle de médiateur dans les négociations entre le gouvernement du Mozambique (à l'époque contrôlé par les socialistes du Front de libération du Mozambique) et le parti de Resistência Nacional Moçambicana, engagé depuis 1975 dans une guerre civile.
La médiation aboutit le 4 octobre 1992, après 27 mois de négociations, à la signature des accords de paix de Rome qui mettent un terme aux hostilités entre les deux camps. À la suite de ces événements, Matteo Zuppi et Andrea Riccardi sont nommés citoyens d'honneur du Mozambique.
Il est également envoyé en Turquie en 1993 pour négocier la libération de plusieurs otages italiens détenus par des militants kurdes. 

### Ministère épiscopal

#### Évêque auxiliaire de Rome
Nommé évêque auxiliaire de Rome en janvier 2012 par Benoît XVI, avec le titre d'évêque de Villa Nova (de), il reçoit le 14 avril suivant l'ordination épiscopale dans la basilique Saint-Jean-de-Latran.

#### Archevêque de Bologne
Le 27 octobre 2015, le pape François le nomme archevêque métropolitain de Bologne, après la renonciation de Carlo Caffarra, ce dernier ayant atteint la limite d'âge. Le 12 décembre, il prend possession canonique de l'archidiocèse et ouvre la porte sainte de la cathédrale St-Pierre.
Le 29 juin 2016, il reçoit du pape François le pallium, dans la basilique Saint-Pierre de Rome. L'imposition du pallium, selon les dispositions du Saint-Père, sera célébrée par le nonce apostolique en Italie (en) Adriano Bernardini le 4 octobre suivant, dans la basilique San Petronio, à Bologne, à l'occasion de la fête du saint patron et en présence des évêques des diocèses suffragants (Imola, Ferrare et Faenza-Modigliana). Le 9 septembre 2017, il préside les funérailles de son prédécesseur, le cardinal Carlo Caffarra.
Le 1er octobre 2017, il accueille le pape François en visite pastorale à Bologne pour la conclusion du congrès eucharistique diocésain. Il est l'un des évêques qui a célébré la messe tridentine après le motu proprio Summorum Pontificum.
Le 24 mai 2022, le pape François le nomme président de la Conférence épiscopale italienne.

### Cardinalat
Matteo Zuppi est créé cardinal par le pape François lors du consistoire du 5 octobre 2019. Il est créé cardinal-prêtre au titre de Sant'Egidio.
L'organisation Sant'Egidio, sous son règne, mène des échanges diplomatiques dans de nombreuses zones de conflit dans le monde, notamment en Syrie, au Soudan du Sud, en Libye, en Irak ou en faveur des Rohingyas en Birmanie. Ces missions l'amènent à entretenir des contacts avec des services de renseignements étrangers.
Le 20 mai 2023, le Bureau de presse du Saint-Siège annonce que le pontife a chargé Matteo Zuppi de diriger une mission « qui contribue à apaiser les tensions dans le conflit en Ukraine ». En tant qu'envoyé spécial du pape, il rencontre le diplomate russe Iouri Ouchakov, Cyrille de Moscou, puis des représentants des autorités ukrainiennes, qui le décorent de l'ordre du Mérite. Malgré l'échec des tentatives de médiation, la Secrétairerie d'État de Pietro Parolin continue à appuyer et encadrer cette initiative. En avril 2025, durant les funérailles du pape François, il rencontre Volodymyr Zelensky aux côtés de Pietro Parolin. Il entretient par ailleurs des contacts avec Andriy Yermak.
Le 2 juin 2023, le pape François le nomme juge à la Cour de cassation de l'État de la Cité du Vatican, à compter du 1er janvier 2024.
En amont du conclave de 2025, Matteo Zuppi semble être le second papabile favori de l'influente communauté de Sant'Egidio,. Il est considéré comme très progressiste par la revue géopolitique Le Grand Continent.

## Prises de position
Matteo Zuppi est connu pour ses propos en faveur de l'immigration, en opposition à la politique de Matteo Salvini,.
Il est également un défenseur des droits LGBT, et a préfacé un livre du jésuite américain James J. Martin sur le sujet. En juin 2022, il permet à un couple homosexuel de recevoir une bénédiction religieuse dans son diocèse, puis il demande à son porte-parole de « mentir » à ce sujet,. Il soutient modérément la déclaration Fiducia supplicans de décembre 2023 autorisant les bénédictions de couples homosexuels.
Il a de bonnes relations avec Joe Biden durant sa présidence.